# HIV/AIDS in der Ukraine

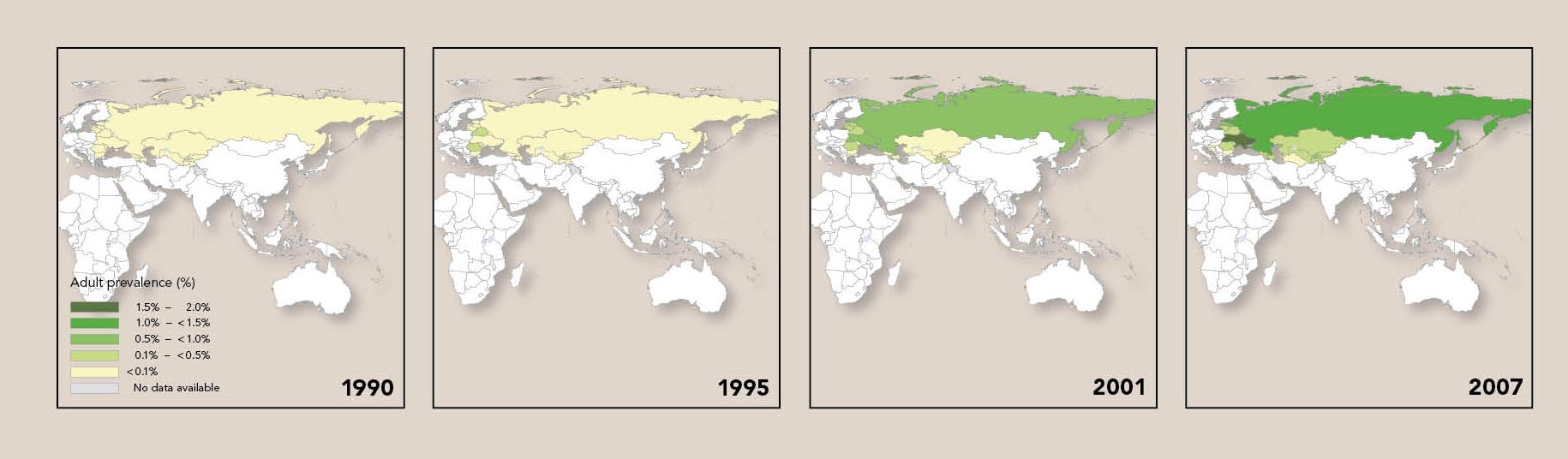
Verbreitung von HIV in Osteuropa und Zentralasien

Lavra – Nationales AIDS-Zentrum in Kiew

Die HIV/AIDS-Epidemie in der Ukraine war im Jahr 2007 die schwerste Europas.
Die Zahl der Neuinfektionen betrug später, im Jahr 2017, zirka 13.000 Menschen, während sie 2005 noch bei 21.000 Personen gelegen hatte als rund 400.000 infizierte Menschen in der Ukraine gelebt hatten, eine Zahl, die sich bis 2017 auf 240.000 verringerte.
Im Jahr 2005 entsprachen die Zahlen einer Infektionsrate von 0,46 % der Erwachsenenbevölkerung (von 15–49 Jahren), diese Zahl fiel bis 2017 auf 0,29 %.
AIDS ist eine sexuell übertragbare Erkrankung. Die HIV-Epidemie in der Ukraine unterscheidet sich von denen in Afrika einerseits und Westeuropa und Nordamerika andererseits u. a. durch ihre relativ späte Entstehung zu Anfang der 1990er Jahre, durch die von ihr hauptsächlich betroffenen Bevölkerungsgruppen und durch ihre Koinfektionen. Hauptverbreitungsweg für das HI-Virus in der Ukraine ist der intravenöse Drogengebrauch. Hauptsächlich betroffen war und ist daher zunächst das ohnehin marginalisierte Milieu der Drogenabhängigen und Prostituierten. Die wichtigste Koinfektion ist die Tuberkulose.

## Situation

### Verbreitung

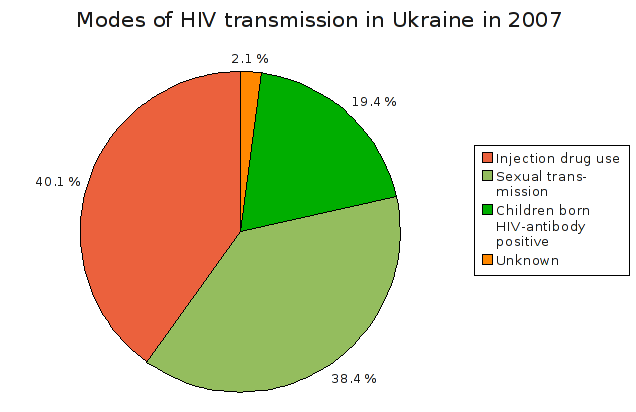
HIV-Übertragungswege in der Ukraine

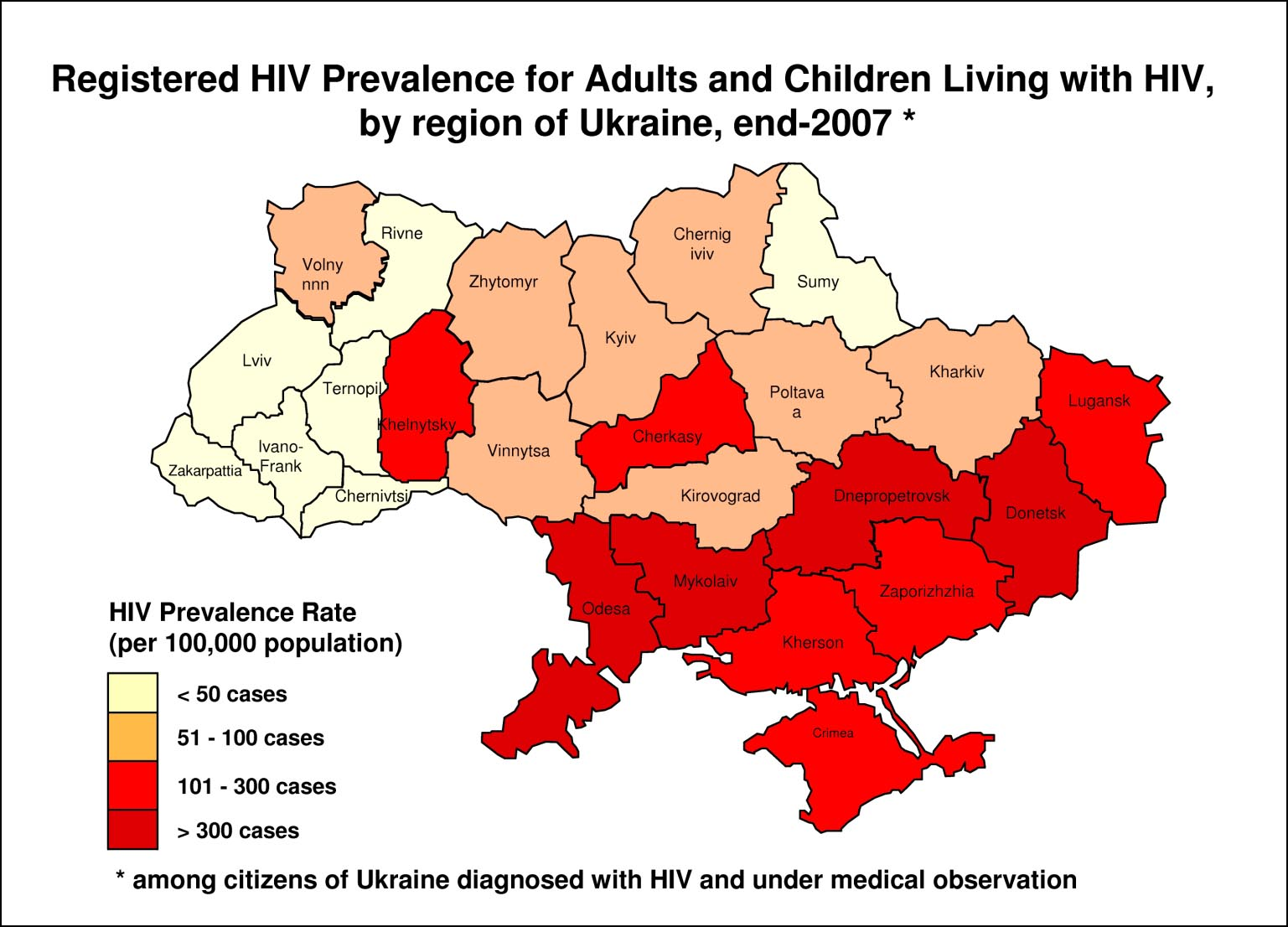
HIV-Verbreitung in der Ukraine nach Regionen

Von 1987 (erste offizielle HIV-Meldung in der Ukraine) bis Ende 2007 wurden dem Staatlichen AIDS-Zentrum insgesamt 122.314 HIV-Infektionen gemeldet. Ende 2007 waren 22.424 Menschen im Stadium AIDS und 12.490 gestorben. In über 78 % der Fälle waren und sind die Altersgruppe der 15- bis 49-Jährigen mit dem HI-Virus infiziert, geschätzte 15 % von ihnen waren 2007 zwischen 15 und 24 Jahre alt.
Mitte der 2000er-Jahre waren die Zahlen im Steigen begriffen: 2006 wurden 16.078 Neuinfektionen gemeldet, 18,6 % mehr als 2005. Ende 2007 wurden 17.669 Neudiagnosen registriert, wiederum 10 % mehr als 2006.
Die registrierten HIV-Infektionen konnten nur unzureichend das Ausmaß der HIV-Epidemie widerspiegeln. UNAIDS und WHO schätzten für Ende 2007 die tatsächliche Zahl der Infizierten auf ca. 440.000 [255.000–640.000]. Geschätzte 190.000 HIV-Infektionen davon betrafen Frauen. Die Zahl der erfassten HIV-Infektionen ist auch vergleichsweise niedrig, da nur diejenigen erfasst werden können, die direkten Kontakt zu den offiziellen Testangeboten haben, und es gerade Menschen, die besonders bedroht sind, vermeiden, sich testen zu lassen. Sie befürchten
zusätzliche Diskriminierung und sie hatten wenig zu hoffen: Im Jahr 2007 standen gerade einmal für 7.657 AIDS-Patienten eine antiretrovirale Therapie zur Verfügung. Das sind 35 % der gemeldeten Patienten.
Die Hochrechnungen berücksichtigten zusätzlich andere Indikatoren. So ergaben zum Beispiel HIV-Tests bei Menschen, die sich Drogen spritzen, in mehreren Oblasten eine Infektionsrate von über 60 %. Intravenöser Drogengebrauch war Ende 2007 mit 40 % gleichzeitig der Hauptübertragungsweg, wobei der prozentuale Anteil an Neuinfektionen bei intravenösen Drogengebrauchern jährlich leicht rückgängig war.
Es gab Regionen, in denen ein Prozent oder mehr aller Schwangeren HIV-positiv waren.
Seit den späten 1990er Jahren stieg die Anzahl der HIV-Übertragungen durch sexuelle Kontakte und war bis 2010 zum zweitgrößten HIV-Übertragungsweg geworden. 2007 betrug der Anteil 38,4 %.
Die Verbreitung der gemeldeten HIV-Infektion war regional sehr unterschiedlich. Die am meisten betroffenen Regionen liegen im
Süden und Osten der Ukraine: die Region Odessa (414,2 pro 100.000 Einwohner), die Region Dnipropetrowsk (408,8 pro 100.000 Einwohner), die Region Donezk (389,6 pro 100.000 Einwohner), die Region Mykolajiw (374,4 pro 100.000 Einwohner) und die Autonome Republik Krim (238,8 pro 100.000 Einwohner), insbesondere deren größte Stadt Sewastopol (309,4 pro 100.000 Einwohner). Auch in der Hauptstadt Kiew liegt die Zahl der HIV-Diagnosen mit 200,5 pro 100.000 Einwohner über dem landesweiten Durchschnitt von 174,9 pro 100.000 Einwohner. Gleichzeitig lag die Infektionsrate in der Westukraine auf einem niedrigen Niveau.
Die Epidemie galt als konzentriert, das heißt, sie konzentriert sich auf die Hochrisikogruppen des marginalisierten Milieus der Drogenkonsumenten, Prostituierten und Häftlinge. Durch die Zunahme der Infektionen auf sexuellem Weg bestand jedoch die Gefahr der Ausbreitung der Epidemie in die übrige Gesellschaft.

### Geschichte
Das HI-Virus erreichte das Gebiet der Sowjetunion zirka 1987 (Jahr des ersten offiziell registrierten Falles), also zirka fünf Jahre nach dem ersten Auftreten des Virus. Bis 1995 gab es nur wenige Meldungen von HIV-Infektionen in der Ukraine, so dass die Weltgesundheitsorganisation (WHO) das Land damals als eines mit geringer Verbreitungsgefahr einstufte.
Von 1987 bis 1994 wurden insgesamt 183 Neu-Diagnosen gemeldet. Dennoch muss angenommen werden, dass der Beginn der Epidemie unbemerkt in der Zeit des gesellschaftlichen Umbruchs ca. zwischen 1991 und 1995 lag. Dafür spricht einerseits die erste Häufung von manifesten AIDS-Fällen um das Jahr 2000 (HIV hat eine Inkubationszeit von ca. 7–10 Jahren.) Andererseits konnte man ab 1990 eine enorme Verbreitung des Gebrauchs von Injektionsdrogen beobachten. 1990 waren in der Ukraine 22.466 „Narkomani“ registriert, 1999 74.554. Wobei die von Strafe verfolgten Drogengebraucher selbstverständlich alles daran setzen, sich nicht registrieren zu lassen. Das ukrainische Gesundheitsministerium geht von einer 5–10-fach höheren Dunkelziffer aus. Junge Leute, die sich Drogen spritzten, waren die erste Bevölkerungsgruppe, in der sich die HIV-Infektion in der Ukraine sehr schnell ausbreitete. Die am häufigsten benutzte Droge war und ist ein billiges, selbst zubereitetes Opiat, „Schirka“ (so viel wie „Dröhnung“).
In Bezug auf eine HIV-Infektion riskant waren und sind mehrere Bestandteile dieses Drogenkonsums: Zunächst war und ist es meist nicht leicht, an frische Spritzen zu kommen. Spritzentausch-Stellen oder ausreichende flächendeckende Angebote an Harm-Reduction-Programmen gibt es noch nicht. Insbesondere werden davon Jugendliche, die intravenös Drogen gebrauchen, kaum erreicht. Dann ist es aber auch eine in ganz Osteuropa verbreitete Tradition, beim Drogenkonsum „die Nadel kreisen zu lassen“, d. h. sich eine Spritze aus Geselligkeit zu teilen. Schließlich ist auch die Zubereitung der Drogen schon nicht ungefährlich. Die selbstgemachten Drogen werden oft schon in der Spritze aufgezogen verkauft. Auch die Gefäße, in denen die Droge gemischt wird, werden gemeinsam genutzt. Offenbar ausgestorben ist jedoch die in den 1990er Jahren verbreitete Praxis, das Opiat direkt in Blut aufzulösen, um es sich spritzen zu können. Waren die Hersteller der Droge HIV-infiziert, waren es alle ihre Kunden. Dass diese Gepflogenheiten zur Grundlage einer derartigen HIV-Epidemie werden konnten, setzt voraus, dass sich auch die Drogenabhängigkeit epidemisch ausbreitete. Nach Schätzungen der International HIV/AIDS Alliance benutzen 2008 323.000 bis 425.000 Menschen in der Ukraine Injektionsdrogen.

### Ursachen und Ausmaß der Drogenepidemie
Die Hauptursache für die epidemische Ausbreitung der Drogensucht war der Zusammenbruch der Sowjetunion. Viele Betriebe mussten schließen, massenhafte Arbeitslosigkeit führte zu Armut und Perspektivlosigkeit. Auf der anderen Seite gab es während und unmittelbar nach der Unabhängigkeit der Ukraine eine Phase niedrigerer Staatlichkeit. Es entstanden rechtsfreie Räume und es fehlte besonders jungen Menschen an Orientierung. Insofern die Sowjetideologie auch Religionsersatz war, war mit dem Zusammenbruch des alten Staates auch das gesellschaftliche Wertesystem vernichtet worden.
Besonders betroffen waren Regionen, die zu Sowjetzeiten zu den am höchsten industrialisierten des Landes gehörten und nun durch den Zusammenbruch der Industrie den abruptesten Fall erleben mussten.
Dem Bedürfnis nach Drogenkonsum, dem explosionsartig gewachsenen Markt für Drogen, kam die leichte Verfügbarkeit von Drogen in der Ukraine entgegen. Dies ist vermutlich ein Grund dafür, dass sich die Drogensucht und in ihrer Folge die HIV-Epidemie in der Ukraine schneller und weiter ausbreitete als in anderen ehemaligen Sowjetrepubliken. Faktoren, warum es nicht nur eine solch große Menge an Drogen gab und gibt, sondern auch so viele Drogenarten, sind: Die Ukraine ist ein Transitland für den Opiumtransport vom Großraum Nah- und Mittelost nach Europa. Die Böden in der Ukraine sind so gut, dass Schlafmohn auch im Land selbst gut wächst. Einige Städte der Ukraine sind traditionell Standorte der chemischen Industrie. Auf der anderen Seite fehlt es an staatlicher Kontrolle des Medikamentenmarktes.
So konnte das Opioid-Analgetikum Tramadol nach seiner Zulassung 2004 innerhalb weniger Monate durch den Schwarzhandel zu einer der beliebtesten Einstiegsdrogen werden.
Der Zusammenbruch der Sowjetunion war die Voraussetzung und eine der Ursachen für den Ausbruch einer HIV-Epidemie in der Ukraine, andere Gründe liegen in der sowjetischen bzw. sogar russischen Vergangenheit. Die Herstellung und (besonders der gemeinschaftliche) Gebrauch von einfachen Opiaten wie „Kompott“ und „Schirka“ oder Ephedrin-Derivaten wie „Wind“ war bereits in der Sowjetunion üblich. In Mode kamen diese Drogen jedoch erst seit Ende der 1990er Jahre, angeregt auch durch die heimkehrenden Afghanistan-Veteranen, von denen viele sich dort an den Opiumkonsum gewöhnt hatten. Trotz der erlittenen Niederlage ging in den Augen vieler Jugendlicher von diesen Soldaten der Glanz von „Freiheit und Abenteuer“ aus, so dass sie viele Nachahmer fanden.
Die wie selbstverständliche rasante Ausbreitung des Drogenkonsums unter Jugendlichen ist jedoch auch vor dem Hintergrund des weitaus älteren aus der russischen Tradition stammenden Massenalkoholismus zu sehen. Noch heute ist Alkoholismus in den Nachfolgestaaten der Sowjetunion vor allem bei Männern eines der größten Gesundheitsrisiken. Und Jugendliche, deren Eltern trinken, neigen besonders dazu Drogen zu nehmen.
Ein weiterer wichtiger Faktor bei der Verbreitung von HIV in der Ukraine sind die Gefängnisse und „Gefängniskolonien“.

### Gefängnisse
Ein sehr hoher Prozentsatz der Gefangenen sind Drogenabhängige. Dazu tragen auch zwei Gesetze bei. Erstens kann man in der Ukraine für den Besitz auch geringster Mengen illegaler Drogen zu drei Jahren Lager und mehr verurteilt werden. Zweitens wird die Miliz noch immer an einem bestimmten Plansoll gemessen, der Zahl der „verurteilten Verbrechen“. Es ist keine Ausnahme, sondern die Regel, dass dieses Soll mit Drogensüchtigen aufgefüllt wird, die leicht zu finden sind. Wie überall auf der Welt ist der Drogenkonsum in den Gefängnissen größer als draußen, dafür sind Spritzen umso knapper. Insgesamt herrschen schlechte hygienische Zustände. Ein weiteres Problem ist die Gewalt unter den Häftlingen. Ein bedeutender Übertragungsweg für HIV sind Vergewaltigungen. Zudem gibt es bis heute in den ukrainischen Gefängnissen keine umfassenden Präventionsmaßnahmen, die den Gefangenen Zugang zu Präventionsmitteln gewähren würden.
Im Moment sind ca. 150.000 Menschen in der Ukraine inhaftiert und vor der Amtsübernahme durch Präsident Juschtschenko nach der Orangen Revolution waren es noch weitaus mehr.

### Übertragung durch Sexualverkehr
Die Verbreitung von HIV über den Sexualverkehr nimmt stetig zu. Von den 2007 registrierten 122.674 Menschen mit HIV/AIDS in der Ukraine haben sich ca. 40 % beim Drogenspritzen und 38 % bei Sexualverkehr infiziert. Auch wenn noch von einer auf die Risikogruppen konzentrierten HIV-Epidemie die Rede ist, bedeutet die Zunahme der HIV-Infektionen beim Sex, dass es nur noch eine Frage der Zeit ist, bis die Epidemie die Allgemeinbevölkerung erreicht hat. Die wichtigste Schnittstelle zwischen dem Drogenmilieu und der übrigen Gesellschaft ist die Prostitution. Sehr viele Frauen, die drogenabhängig sind oder mit drogenabhängigen Männern zusammenleben, finanzieren damit ihren Drogenkonsum und ihren Lebensunterhalt. Der Übertragungsweg speziell über Prostitution wird in der Ukraine nicht registriert. Erste Erhebungen deuten jedoch auf eine stark zunehmende Ausbreitung hin.
Dass die Prostitution in der Ukraine stark zunimmt, liegt an der materiellen Not dieser Frauen ebenso wie an der steigenden Nachfrage. In der Ukraine ist in den letzten Jahren eine starke Zunahme des Sextourismus zu beobachten. In seiner Folge nehmen auch sexuelle Ausbeutung und Menschenhandel zu. Umfragen unter Prostituierten deuten darauf hin, dass sie Kondome bei weitem nicht regelmäßig benutzen. In einer Studie von 2007 gaben nur 48 % überhaupt an, immer auf Safer Sex zu bestehen. Und diese Befragung fand bei Frauen statt, die schon von Präventionsprogrammen erreicht wurden (denn über diese waren die Kontakte für die Umfrage zustande gekommen). Eine Verbesserung der Lage der Prostituierten wurde dadurch erreicht, dass Prostitution seit 2006 in der Ukraine nicht mehr strafbar ist.
Die homo- und bisexuelle Übertragung des HI-Virus spielt in der Ukraine bisher nicht die Sonderrolle, die ihr in Westeuropa und Nordamerika zukommt. Von 1987 bis 2007 wurden offiziell 158 Fälle registriert, gut ein Drittel davon 2007 (48 Neuinfektionen). Man kann jedoch davon ausgehen, dass im Zuge der Zunahme der Verbreitung über Sex im Allgemeinen, gleichermaßen auch die Zahl der Infektionen unter Homosexuellen zunimmt. Allerdings ist dieser Umstand schlecht zu beurteilen, da viele Homosexuelle, die HIV-positiv getestet werden, es vorziehen, einen anderen Übertragungsweg anzugeben. Homosexualität ist in der Ukraine seit 1991 nicht mehr strafbar, unterliegt aber nach wie vor der Diskriminierung. Für Präventionsmaßnahmen ist auch diese Gruppe dementsprechend schwer erreichbar. Nach Erhebungen des Global Fund, werden nur geschätzte 5 % erreicht.

### Infizierte Kinder
Seit 2004 werden schwangere Frauen und Mütter, die eine hochaktive antiretrovirale Therapie (HAART) erhalten, erfasst. 2006 bekamen 2822 HIV-Infizierte Mütter in Ukraine Kinder, 2007 waren es 3430. Die Versorgung dieser Frauen mit HAART, die das Risiko der Übertragung des Virus von der Mutter auf das Kind verringert, lag 2007 bei 92,5 % (2006 waren es 91 %, was zur Folge hatte, dass 7,1 % der betroffenen Neugeborenen HIV-positiv waren).
Das weitaus größere Risiko besteht jedoch für Jugendliche und junge Erwachsene durch riskantes Sexualverhalten. Eine umfangreiche Studie, die 2007 in der Ukraine unter jungen Leuten von 15–24 durchgeführt wurde, ergab, dass 5 % von ihnen Sexualverkehr hatten, bevor sie 15 waren. In einem Alter, für das es keine Aufklärungsangebote gibt.
Umso höher ist das Risiko von Kindern und Jugendlichen einzuschätzen, die im Milieu von Drogenabhängigkeit und Prostitution aufwachsen, sowie für die kaum zu schätzende Zahl der Straßenkinder.

#### Straßenkinder
Kinder und Jugendliche, die auf der Straße leben sind ganz besonders gefährdet, sich mit HIV oder mit anderen sexuell übertragbaren Erkrankungen zu infizieren (sowie Tuberkulose zu bekommen und vieles mehr). Offizielle Statistiken über gesundheitliche und psychosoziale Probleme in dieser Risikogruppe gibt es nicht. Riskantes gesundheitsschädigendes Verhalten und somit vielfältige gesundheitliche Probleme sind aufgrund ihrer Lebensumstände mehr als wahrscheinlich und in umfangreichen Erhebungen belegt (u. a. schlechte Ernährung und schlechte hygienische Bedingungen, Alkohol- und Drogenkonsum, psychische und physische/sexuelle Gewalt und meist abgebrochene Schulausbildung und eingeschränktes Wissen über HIV). In den seltensten Fällen erhalten sie adäquate medizinische und psychosoziale Hilfe. Umso wichtiger sind Projekte, die den Kindern und Jugendlichen nicht nur lebensnotwendige Unterstützung, wie Essen oder Kleidung anbieten, sondern auch Wege für safer sex und safer use aufzeigen und den Zugang zu medizinischer und psychosozialer Beratung und Behandlung ermöglichen.

## Präventionsmaßnahmen
Bei allen hier beschriebenen Präventionsmaßnahmen ist zu berücksichtigen, dass die Hauptursachen der HIV-Epidemie in der Ukraine in der gesellschaftlichen Krise des Landes liegen. Wenn die Auswirkungen dieser Krise – wie massenhafte Armut und Perspektivlosigkeit oder Mangel an Solidarität – nicht gebessert werden können, wird auch eine AIDS-Politik letztlich nicht erfolgreich sein können.
Die HIV-Epidemie ist eine soziale Krankheit, die isoliert nicht zu besiegen ist. Um die Epidemie eindämmen zu können, bedarf es struktureller Veränderungen im gesellschaftlich-politischen Bereich, die sich nicht nur auf den Gesundheitssektor beschränken. Die Veränderungen implizieren einen vielfältigen Maßnahmenkatalog, der von der Gesetzgebung und Normsetzung bis hin zur Finanzierung und Durchsetzung von Einzelprojekten reicht.
Nach der orangen Revolution hat sich die ukrainische Regierung, auch auf internationalen Druck hin, zum Problem der Existenz der HIV-Epidemie und ihrer gesellschaftlichen Bedrohung für die Bevölkerung bekannt. Dennoch verzögern politische und ökonomische Instabilität in der Ukraine grundlegende Maßnahmen. Ausgehend davon, dass Verhalten und Verhältnisse sich gegenseitig bedingen, sind Veränderungen der strukturellen Verhältnisse entscheidende – und langwierige – Schritte, um die Epidemien einzudämmen (Zumal auch die weiteren Epidemien unbedingt einbezogen werden müssen, der Drogenmissbrauchs und die Tuberkuloseausbreitung).
Letztendlich können sie aber nur begrenzt erfolgreich sein, wenn sich nicht auch die weit verbreitete diskriminierende bis hin zu feindliche Einstellung gegenüber den Risikogruppen und ihrer Erkrankungen verändert. Eine breitenwirksame Ansprache der Allgemeinbevölkerung ist demnach von entscheidender Bedeutung, mit Aufklärungskampagnen zu Übertragungswegen und Schutzmöglichkeiten und mit Strategien, die sich gegen Diskriminierung wenden und deutlich machen, dass das HIV-Problem nicht nur das der gesellschaftlichen Randgruppen ist. Zudem sind zielgruppenspezifische Präventionsprojekte weiter voranzubringen. Wichtige Zielgruppen sind hierbei einerseits die Altersgruppe der 15–24-jährigen, die schätzungsweise bis zu 15 % aller HIV-Meldungen ausmachen.
Andererseits brauchen auch die offiziellen Risikogruppen mehr Präventionsangebote (Menschen, die intravenös Drogen gebrauchen und ihre Partner, Prostituierte), da sie bisher von den Angeboten nur unzureichend erreicht werden, sowie Kinder und Jugendliche, die auf der Straße leben, und Menschen in Gefängnissen. Um den Einfluss der bisherigen Präventionsmaßnahmen überprüfen zu können, ist die Entwicklung eines nationalen HIV-Erfassungs-Systems wichtig, oder ein System, das die HIV-Daten unter den schwierig zu erreichenden Gruppen. Beides konnte noch nicht umgesetzt werden, sodass die bisherigen Maßnahmen nur eingeschränkt nachvollziehbar sind.
Um in den kommenden Jahren die Reichweite und den Erfolg von Anti-AIDS- und besonders Präventionsprogrammen zu messen, entwickelt z. B. die International HIV/AIDS Alliance 2007 das standardisierte Erfassungssystem SYREX.
Auch im nationalen Strategieplan 2009–2013 sind Monitoring und Evaluation inbegriffen.

### Harm-Reduction-Programme
Eine große Bedeutung in der Eindämmung der Epidemie kommt auch dem Angebot an Harm-Reduction-Programmen zu. Besonders wichtig wären hier auch Spritzentausch-Programme. Die Wirkungen werden jedoch gering bleiben, solange der Gebrauch von Drogen unter Strafe steht.
Der Erfolg von Drogensubstitutionsprogrammen in vielen Ländern beruht darauf, dass sie es Drogenabhängigen erlauben, durch den legalen und hygienischen Drogengebrauch Entzugserscheinungen zu verhindern und durch die kontrollierte Dosierung der nicht sehr stark berauschenden Medikamente wieder am sozialen Leben teilzunehmen. Somit kann der Teufelskreis aus Drogenkonsum, Beschaffungskriminalität, prekärer gesellschaftlicher Lage und dem Drang, sich daraus in den Rausch zu flüchten, durchbrochen werden.
Substitutionsprogramme setzen eine umgebende stabile Gesellschaft voraus, die in der Lage und bereit ist, Drogenabhängige zu integrieren und ihnen eine Alternative zur Aussichtslosigkeit zu bieten, die sie zur Droge greifen ließ. Da diese Faktoren in der Ukraine derzeit nicht gegeben sind, ist dort die Einführung von Substitutionsprogrammen in großem Umfang fragwürdig. Zumal nicht klar ist, ob die staatlichen Kontrollmechanismen ausreichten zu verhindern, dass die Substitutionsdrogen den illegalen Handel bereichern.
Seit 2003 werden Substitutionsprogramme in der Ukraine als Pilotprojekte durchgeführt. Ende September 2008 wurden in 38 Standorten in der Ukraine für ca. 2220 Personen angeboten. Meistens wird Buprenorphin (Handelsname z. B. Subutex®) verwendet, das wesentlich teurer als Methadon ist und für das weltweit weniger Erfahrungen bestehen. Buprenorphin wird von der Bevölkerung und politischen Entscheidungsträgern jedoch leichter akzeptiert, d. h. als Medikament (Schmerzmittel) angesehen, im Gegensatz zu Methadon, das eher als Droge auf Staatskosten betrachtet wird.

### Staatliche und nichtstaatliche Organisationen
Wichtige Akteure in der Umsetzung neuer Strategien und Maßnahmen sind neben der Regierung die nichtstaatlichen Organisationen (NGOs). Insgesamt arbeiteten 2007 150 NGOs in allen Regionen der Ukraine, die sich der Bekämpfung von HIV/AIDS widmeten.
Besonders zu nennen sind als Empfänger von Global Fund-Geldern das All-Ukraine Network of PLHA und die International HIV/AIDS-Alliance in Kiew, die sich für die Verbesserung der Rechte von Menschen mit HIV/AIDS einsetzen, für die Verbesserung des Zugangs zu medizinischer und nicht-medizinischer Versorgung, für die Förderung der Toleranz und die Stärkung der Fähigkeit der Selbsthilfe. Das All-Ukraine Network of PLHA ist der Dachverband der ukrainischen Selbsthilfeorganisationen und so mit mehreren hundert Mitgliedern in beinahe allen Regionen vertreten.

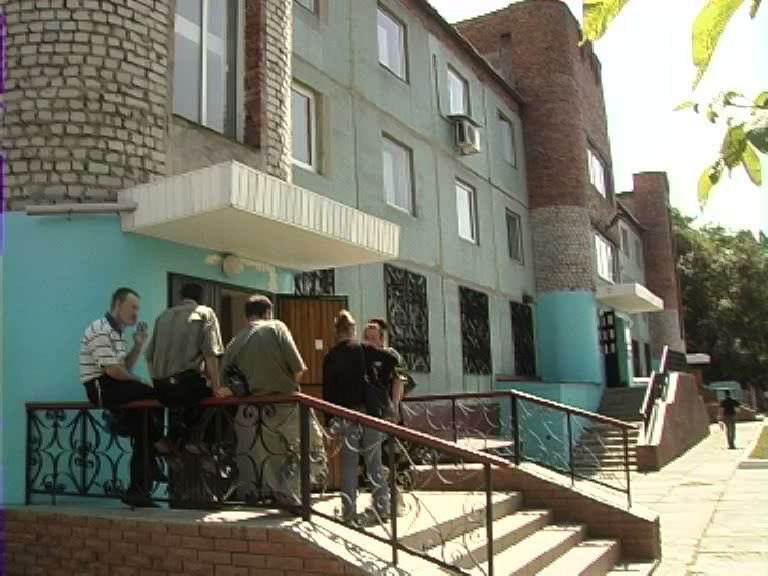
Regionales Aids-Zentrum Donezk

Weitere gleichfalls wichtige Akteure sind die staatlichen AIDS-Zentren in der Ukraine. Inzwischen gibt es in jedem der 24 Oblaste der Ukraine sowie auf der Krim und in den Städten Kiew und Sevastopol ein staatliches regionales AIDS-Zentrum. Die AIDS-Zentren haben den Auftrag, in ihren Polikliniken die primäre Behandlung durchzuführen und die Behandlung und Versorgung durch andere Gesundheitseinrichtungen der Region zu koordinieren. Die meisten AIDS-Zentren haben auch eine eigene epidemiologische Abteilung und ein Labor, in dem vor allem HIV-Erst- und Bestätigungstests durchgeführt werden. Häufig sind die AIDS-Zentren auch für die ART-Vergabe zuständig. Wenige AIDS-Zentren verfügen über genügend Kapazitäten, um alle Betroffenen der Region zu erreichen.
Teilweise sind in den AIDS-Zentren auch Selbsthilfegruppen angesiedelt oder es wird mit lokalen Initiativen zusammengearbeitet. Selten existieren psychologische Beratungsangebote. Da die AIDS-Zentren nicht alle Betroffenen in der Region betreuen können, sind auch einige staatliche Polikliniken für die Primärversorgung von HIV-Infizierten zuständig, die dann mit so genannten Vertrauensräumen ausgestattet sind. Neben Testangeboten werden dort HIV/AIDS-Patienten von Infektiologen medizinisch betreut.
Von vielen Schritten ist aktuell (2008) die Entwicklung und Umsetzung des Nationalen Strategieplan 2009–2013 wegweisend, an dem nationale und internationale, staatliche und nichtstaatliche Organisationen beteiligt sind. Das zuständige Committee on the Prevention of HIV/AIDS and Other Socially Dangerous Diseases koordiniert und überwacht zusammen mit dem ukrainischen Gesundheitsministerium die nationalen HIV/AIDS-Programme (Ende 2008 in der 1. Lesung vom Parlament akzeptiert).

### Finanzierung
Auch werden inzwischen in der Ukraine beträchtliche nationale und internationale Mittel aufgewandt. Im Jahr 2005 waren dies 40 Millionen US$ und 2006 55,7 Mio. US$. Der Anteil staatlicher ukrainischer Gelder betrug 2005 15 %, 2006 20 %. Die meisten Gelder stammen daher von internationalen Gebern:

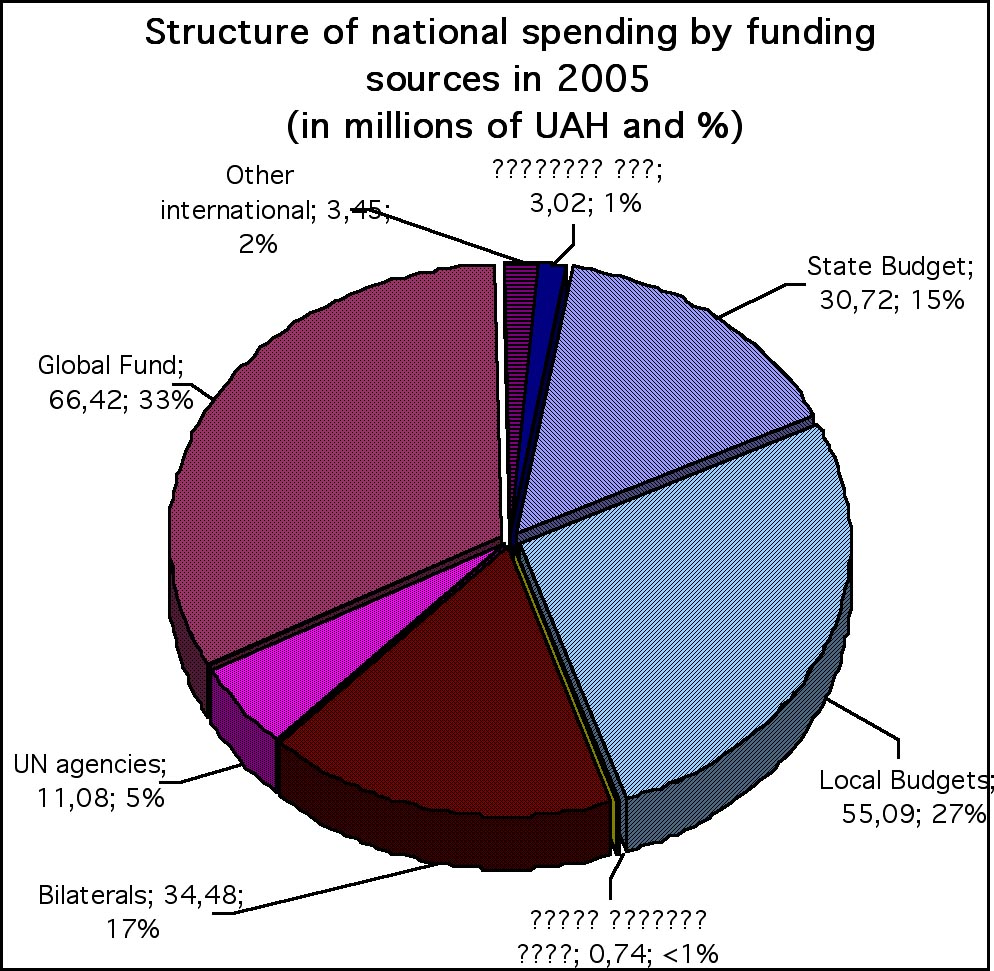
Anteile der Geldgeber gegen AIDS in der Ukraine 2005

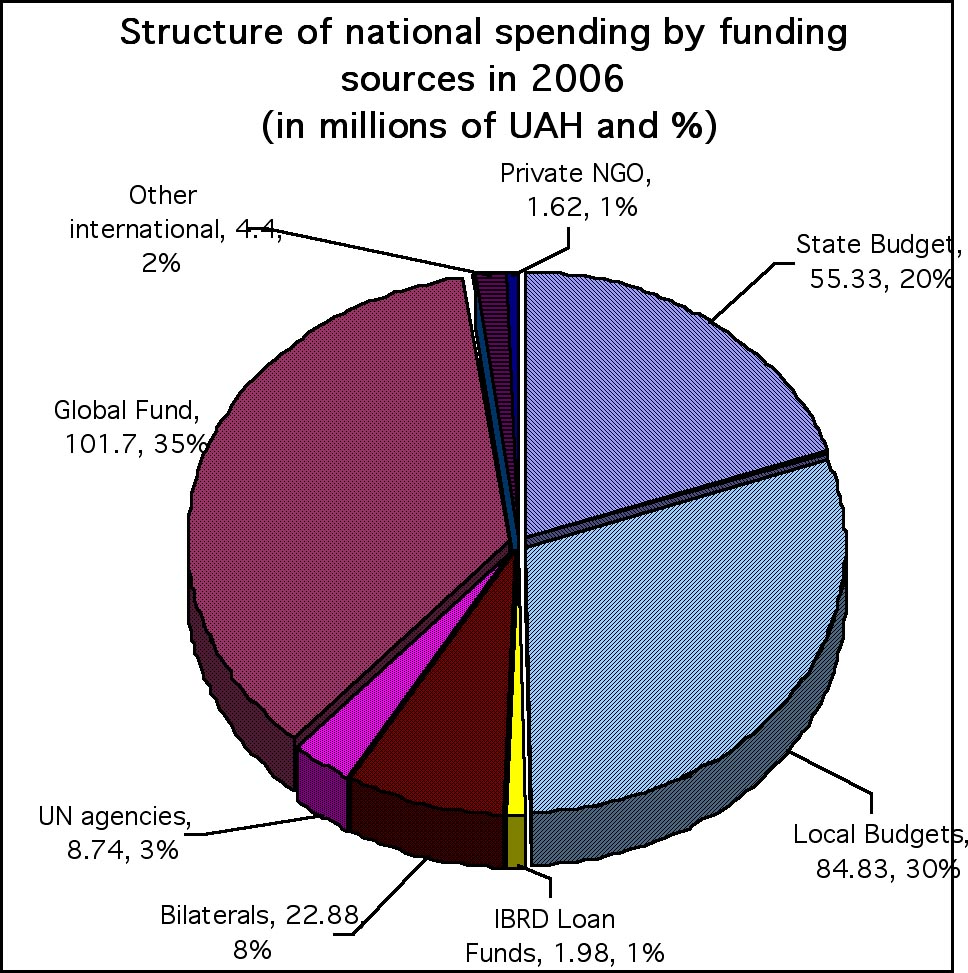
Anteile der Geldgeber gegen AIDS in der Ukraine 2006

Die größten internationalen Geldgeber waren 2005/2006:
1. Global Fund[12] mit 37 Millionen US$
2. USAID[13] 10,9 M $
3. UN-Organisationen 3 M $
4. Europäische Kommission 1,7 M $
5. International Renaissance Foundation (OSI Ukraine)[14] 0,7 M $
6. SIDA (Schweden) 0,3 M $
7. NOVIB 0,2 M $ *8. Elton John AIDS Foundation[15] 0,2 M $
8. UK DFID[16] 0,14 M $

Das deutsche Bundesministerium für Gesundheit engagiert sich im Jahr 2008 mit ca. einer Million Euro.

## Zustand des Gesundheitswesens
Die Gesundheitsversorgung in der Ukraine ist in sowjetischer Tradition zum ganz überwiegenden Teil staatlich. Theoretisch, d. h. nach dem Gesetz garantiert dieses staatliche Gesundheitswesen den Patienten eine kostenlose Behandlung. Die Behandlung erfolgt in Krankenhäusern und Polikliniken. Die Ausstattung vieler Krankenhäuser ist jedoch notdürftig und veraltet. Es gibt sehr wenig niedergelassene Ärzte und wenig private Kliniken in der Ukraine. Eine interdisziplinäre Vernetzung der Behandlung und Versorgung im medizinischen als auch im nicht-medizinischen Bereich ist wenig bekannt. In der Praxis müssen die Patienten zu der kostenlosen Versorgung häufig Leistungen dazukaufen. Dies kann besondere Diagnosetechniken, Behandlungsweisen und Medikamente betreffen. Auch Bettzeug und Essen müssen die Krankenhauspatienten bzw. deren Angehörige oft selbst mitbringen.
Eine Krankenversicherung nach dem Solidarprinzip, die diese Leistungen übernehmen könnte, gibt es nicht. Sie wäre bei der derzeitigen Wirtschaftslage des Landes auch kaum einführbar, da die meisten Menschen zu wenig verdienen, um die nötigen Kassenbeiträge einzahlen zu können.
Der Zustand des Gesundheitswesens kann als einer der Gründe dafür gelten, dass die Menschen in der Ukraine eine stark sinkende Lebenserwartung haben. Laut WHO betrug sie 1990 (bei Geburt) 70 Jahre und 2006 67 Jahre (für Frauen 1990: 74 Jahre, 2006: 73 Jahre und für Männer 1990: 65 Jahre, 2006: 61 Jahre).

## Situation der HIV-Infizierten und AIDS-Kranken
Die schwierige Lage des Gesundheitssystems traf in den Jahren des Epidemie-Höchststandes alle Patienten. Für HIV- und AIDS-Patienten kam erschwerend hinzu, dass es immer noch Ärzte gab, die ihre Behandlung aus Unsicherheit und Furcht vor Ansteckung ablehnten.
Für die darauffolgende Jahre war mit einem enormen Anstieg an Behandlungs- und Pflegebedarf für Menschen im Stadium AIDS zu rechnen. Die Anzahl an gemeldeten AIDS-Diagnosen und der an den Folgen von AIDS Verstorbenen nahm kontinuierlich zu. Ende 2007 waren von den offiziellen 122.314 HIV-Infizierten (seit 1987) noch 81.741 als lebend gemeldet und unter medizinischer Beobachtung. Geschätzte 80.000 Patienten benötigten bis 2011 eine ART. 2006 wurden mit 4.723 Fällen bisher die meisten AIDS-Diagnosen gemeldet. Ohne effektive schnelle Maßnahmen war davon ausgegangen worden, dass 2011 bis zu 43.000 Menschen an den Folgen von AIDS gestorben sein würden, und es über 46.000 AIDS-Waisen geben gäbe.
Behandlung und Versorgung bedeuteten für das Gesundheitswesen eine finanzielle Herausforderung. Internationale und nationale Projekte fokussieren daher auf die HIV-spezifische Aus- und Weiterbildung von Gesundheitspersonal, u. a. in Infektiologie, (ambulanter) Pflege und Substitution. Aber auch Diagnosetechniken wurden benötigt.

Anzahl der AIDS-Fälle und AIDS-Toten in der Ukraine

Bei der Behandlung von AIDS und seiner opportunistischen Krankheiten wurden seit 2004 große Fortschritte gemacht, vor allem dank der Zunahme der Behandlung mit einer hochaktiven antiretroviralen Therapie (HAART), die seit 2004 verfügbar ist (v. a. durch den Global Fund). 2005 erhielten 21 % der Erwachsenen und Kinder mit fortgeschrittener HIV-Infektion eine HAART. 2006 waren es 27 % (4.777 Patienten) und 2007 35 % (7.657 Patienten).
Allerdings waren noch 2007 nur 78 % der Patienten nach zwölf Monaten noch in Behandlung. Ein Teil von ihnen war trotz HAART verstorben, ein Teil hatte die Therapie aus verschiedenen Gründen abgebrochen.
Gerade die Therapietreue der Patienten ist ein entscheidender Aspekt in der Wirksamkeit der Antiretroviralen Therapie. Eine konsequente regelmäßige Einhaltung der Tabletteneinnahme war vermutlich für viele Ukrainer in ihrer Lebenssituation sehr schwierig. Zudem war HAART für Patienten in der Ukraine zwar kostenlos, kostenpflichtig war aber die medikamentöse Behandlung der mit HAART verbundenen, teils gravierenden Nebenwirkungen.
Auch seitens der Behandler war um 2010 die Antiretrovirale Kombinationstherapie nur eingeschränkt einsetzbar, u. a. weil es zumeist nur eine so genannte First-Line-Behandlung gab. Entwickeln Patienten Resistenzen gegen die Wirkstoffe, bestanden wenige Behandlungsalternativen. Wegen der begrenzten Ressourcen standen den meisten Zentren auch keine Methoden zur Viruslast- und Resistenzbestimmung zur Verfügung, um die HAART optimal einsetzen zu können. Viele AIDS-Zentren in der Ukraine mussten die Proben zur Bestimmung nach Kiew schicken sowie zusätzlich von den Patienten bezahlen lassen.

## AIDS und Tuberkulose
In der Ukraine ist Tuberkulose die häufigste opportunistische Infektion bei HIV-Infizierten und zählt zu den Haupttodesursachen bei AIDS.
Auch Tuberkulose ist eine soziale Krankheit. Anfällig für sie sind besonders Menschen mit geschwächten Abwehrkräften, wie Menschen, die sich nicht ausreichend und gesund ernähren können. Ein durch HIV geschwächtes Immunsystem erhöht die Gefahr der Übertragung um ein Vielfaches. Tuberkulose tritt besonders in ärmeren Länder und Ländern mit eingeschränkter Gesundheitsversorgung auf. Es gibt in der Ukraine auch viele Tuberkulose-Infizierte, die nicht HIV-infiziert sind. Auch die Tuberkulose hat in der Ukraine epidemische Ausmaße angenommen. Die beiden Epidemien bewegen sich aufeinander zu.
Die Anzahl an Tuberkulose-Erkrankungen steigt in der Ukraine seit 1990. Laut WHO stieg die Tuberkuloseverbreitung von geschätzten 68 Fällen pro 100.000 Einwohnern 1990 auf 114 Fälle 2006. (Die Schätzungen beziehen diejenigen mit ein, die in dem Meldezeitraum an Tuberkulose erkrankt oder verstorben waren, sowie diejenigen mit einer HIV-Infektionen). Zwischen dem Anstieg an Tuberkulose-Infektionen und der HIV-Verbreitung besteht dabei eine starke Wechselbeziehung.
Auch die für die WHO geschätzten Tuberkulose-Neuinfektionen steigen kontinuierlich seit Mitte 1995 an.
Die Behandlung von Tuberkulosen ist sehr komplex, schwierig und kostenaufwändig und erfordert von den Patienten – ähnlich der HAART-Behandlung – ein hohes Maß an Therapietreue, um die Behandlung erfolgreich abschließen zu können, und um die Gefahr der Bildung multiresistenter Stammbäume zu minimieren. Antituberkulotika müssen lange eingenommen werden (mindestens ein halbes Jahr) also auch über die eigentlichen Beschwerden hinaus.
Eine flächendeckende Behandlung der Tuberkuloseinfektionen (z. B. nach Behandlungsleitlinien der WHO/DOTS) konnte noch nicht in der Ukraine erreicht werden. 15 % der geschätzten TB-Patienten, die auch HIV-infiziert sind, erhielten 2006 Antituberkulotika und HAART. Hinzu kommt, dass es in der Ukraine ähnlich wie für HIV und AIDS auch für die Tuberkulosebehandlung und -versorgung große Nachwuchsprobleme beim Gesundheitspersonal gibt (geringe Bezahlung und hohe berufliche Ansteckungsgefahr mit TBC). HIV/AIDS und Tuberkulose zählen zu zwei getrennten Bereichen im Gesundheitswesen, obwohl die Therapie eng miteinander verbunden sein sollte. Interdisziplinäre Zusammenarbeit ist so nur schwer umsetzbar.